# Уругвайско-французские отношения
Уругвайско-французские отношения — двусторонние дипломатические отношения между Уругваем и Францией. Страны поддерживают дружеские отношения, важность которых связана с историей французской миграции в Уругвай. В конце XIX века одна треть населения Уругвая была французского происхождения. Государства являются членами Организации Объединённых Наций.

## История

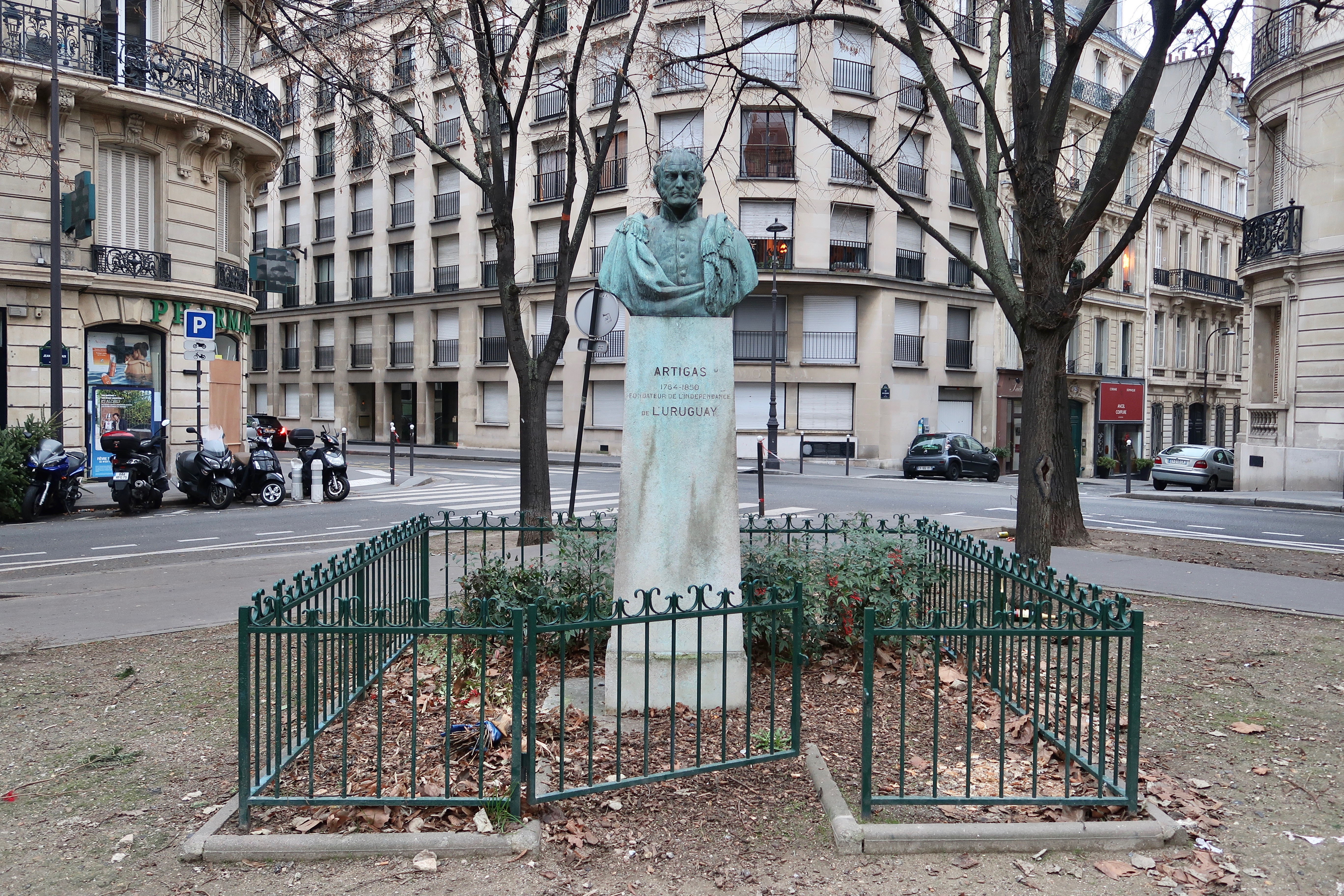
Бюст героя войны за независимость Уругвая Хосе Хервасио Артигаса в Париже.

В 1825 году Уругвай получил независимость после окончания Аргентино-бразильской войны. Вскоре после этого страны установили дипломатические отношения. В марте 1838 года Франция вела двухлетнюю блокаду Рио-де-ла-Плата против Аргентины во время Чилийской войны против Боливийско-Перуанской конфедерации. В 1839 году началась Гражданская война в Уругвае, с самого начала которой Франция искала союзников для борьбы с губернатором Буэнос-Айреса Хуаном Мануэлем де Росасом. С этой целью французы поддержали президента Уругвая Фруктуосо Риверу и помогли ему одержать победу над Мануэлем Орибе, который был в хороших отношениях с губернатором Хуаном Мануэлем де Росасом. 24 октября 1838 года Мануэль Орибе подал в отставку и бежал в Буэнос-Айрес, а к власти пришел Фруктуосо Ривера. В конце XIX века французская община составляла около трети населения Уругвая, в основном это были выходцы из французской Страны Басков и провинции Беарн.
В октябре 1964 года президент Франции Шарль де Голль нанес визит в Уругвай, став первым французским главой государства, посетившим эту страну. Во время своего визита Шарль де Голль встретился с главой Уругвая Даниэлем Фернандесом Креспо.
В 1973 году в Уругвае установилась гражданско-военная диктатура. В результате политические оппоненты подверглись преследованиям, и многие бежали в изгнание, в основном в другие страны Латинской Америки. Франция принимала у себя многочисленных беженцев из Уругвая и приостановила дипломатические отношения во время военного периода. В 1985 году после падения уругвайской диктатуры и восстановления демократии были вновь установлены дипломатические отношения между странами.
В 2012 году Уругвай стал страной-наблюдателем Франкофонии.
В марте 2016 года президент Франции Франсуа Олланд посетил Уругвай, где провел переговоры с президентом Табаре Васкесом. В декабре 2018 года президент Уругвая Табаре Васкес посетил Францию и встретился с президентом Эмманюэлем Макроном.

## Двусторонние соглашения
Между государствами подписано несколько соглашений, таких как: Соглашение о сотрудничестве в рамках программы стипендий для получения степени магистра и доктора наук для уругвайских студентов для обучения во Франции (2018 год); Соглашение о взаимном признании университетских степеней (2018 год); Соглашение об экологическом сотрудничестве (2018 год); Соглашение о сотрудничестве по преподаванию французского языка в Уругвае (2018 год); Соглашение об оборонном сотрудничестве (2018 год); Соглашение о научном и академическом сотрудничестве (2018 год); и Соглашение о сотрудничестве в области исследований и государственного обучения.

## Торговля
В 2017 году объем двустороннего товарооборота между странами составил сумму 276 миллионов евро. Экспорт Франции в Уругвай: парфюмерия и косметика; транспортные средства и автоаксессуары; механическое и промышленное оборудование. Экспорт Уругвая во Францию: целлюлоза и говядина. Уругвай занимает 8-е место среди крупнейших торговых партнеров Франции в Латинской Америке. Франция также является одним из основных инвесторов в экономику Уругвая. Более шестидесяти французских компаний представлены в Уругвае и обеспечивают около 8000 рабочих мест. В 2011 году французский поставщик автомобильных запчастей Faurecia открыл завод в Уругвае.

## Дипломатические представительства
- У Франции есть посольство в Монтевидео[7].
- Уругвай имеет посольство в Париже[8].